# Tele Rural
Telerural foi um programa humorístico da RTP, criado e protagonizado pelos comediantes João Paulo Rodrigues e Pedro Alves (Quim Roscas e Zeca Estacionâncio, respectivamente). O programa surgiu de "Curral Social", uma rubrica cómica que os dois comediantes tinham na "Praça da Alegria", que era bastante semelhante ao Tele Rural, com a exceção de serem apenas as duas personagens (Quim e Zé) a falar. Desde que se tornou um programa próprio, foi muito bem recebido. Os textos foram escritos por Frederico Pombares e Henrique Cardoso Dias, sócios da Plot, e a produção esteve a cargo de José Miguel Cadilhe, da Filbox. A maior parte do programa passa-se na aldeia fictícia de Curral de Moinas.

## Contexto
O Tele Rural, o telejornal do mundo rural, é uma sátira aos "telejornais sérios". É apresentado por Quim e Zé, dois amigos, e as notícias correspondem somente ao que acontece na aldeia nortenha fictícia de Curral de Moinas. As notícias são normalmente apresentadas como importantes, muitas revelando-se depois serem disparates cómicos. O povo de Curral de Moinas representa o povo rústico português numa maneira cómica. O seu humor baseia-se também nos muitos trocadilhos presentes.
Todas as personagens para além de Quim e Zé (os pivôs) são também interpretados pelos dois atores, com exceção de Sabino Rui, um terceiro repórter que entrevista os curralmoinenses em direto, fora do estúdio. Sabino Rui é conhecido por ter dificuldades em ouvir as perguntas colocadas por Quim e Zeca.
O programa é apresentado num estúdio com pouco orçamento e repleto de objectos tradicionais portugueses, incluindo um Galo de Barcelos e cães de loiça, havendo um estendal atrás dos repórteres. As notícias são apresentadas no rodapé e num tripé com uma mola, que segura os vários títulos das reportagens, que são frequentemente arrancados para dar lugar aos próximos.

## Rubricas dos noticiários
O programa contava com várias rubricas. Normalmente continha uma reportagem em direto feita pelo repórter Sabino Rui, bem como uma entrevista em estúdio feita por um dos pivôs. Contava também com um cartaz cultural, onde se relatavam os livros e filmes lançados por curralmoinenses, cujo título normalmente não correspondia à sinopse e com uma previsão meteorológica, que os pivôs avisavam de antemão que não seria minimamente fiável.
Na terceira temporada foi também integrada uma nova rubrica intitulada "Curralmoinenses de sucesso" onde Quim ou Zé se dirigiam a um país estrangeiro para entrevistar um curralmoinense que fizesse sucesso nessa terra. Nessa temporada foi também integrada uma entrevista com um dos artistas presentes no cartaz cultural.

## Frases comuns
"(Pivô) Eu não ouvi a tua pergunta mas calculo que me tenhas perguntado se (revela detalhes íntimos desnecessários). Sim, mas não foi isso que me trouxe aqui!" — Sabino Rui, no início de reportagens em direto
"Quim, Zé, daqui é tudo. Devolvo a emissão ao estúdio." — Sabino Rui, no fim de reportagens em direto
"O vento irá soprar de (ponto cardedal), (rima aleatória com -este)" (Por exemplo: "Nordeste, Esfola-me este") — Previsão do tempo dos pivôs
"Cuidado com aqueles moços que (refere comportamentos estereotípicos de homossexuais)" — Frase proferida pelos pivôs no fim do programa.
| Data       | Meteorologia                                                         | Alertas dos Moços |
| ---------- | -------------------------------------------------------------------- | --- |
| 02/01/2008 | "Sudeste, besunta-me este"                                           | "Cuidado com aqueles moços que nunca se coçam no meio das pernas"                                                                    |
| 03/01/2008 | "Nordeste, penteia-me este"                                          | "Cuidado com aqueles moços que apesar de não estarem no ballet, usam calcinhas de licra"                                             |
| 04/01/2008 | "Sudoeste, sopra neste"                                              | "Cuidado com aqueles moços que no fim do ano beijam toda a gente em atos de estarem bêbados"                                         |
| 07/01/2008 | "Noroeste, larga-me este"                                            | "Cuidado com aqueles moços que gostam de dar abraços pelas costas"                                                                   |
| 08/01/2008 | "Nordeste, despenteia-me este"                                       | "Cuidado com aqueles moços que não gostam de pêssegos carecas, só porque não têm o pêlo"                                             |
| 09/01/2008 | "Nordeste, oh gadelhas, guincha-me este"                             | "Cuidado com aqueles moços que andam de breguilha aberta nos concertos"                                                              |
| 10/01/2008 | "Sudoeste, limpa-me este"                                            | "Cuidado com aqueles moços que andam na dança jazz"                                                                                  |
| 11/01/2008 | "Noroeste, pega lá neste"                                            | "Cuidado com aqueles moços que se riem muito nos filmes do almodóvar"                                                                |
| 14/01/2008 | "Noroeste, de quem é este?"                                          | "Cuidado com aqueles moços que rapam os pêlos, para ficarem como os leitões"                                                         |
| 15/01/2008 | "Noroeste, não me arranhes este"                                     | "Cuidado com aqueles moços que quando nos encontram, dão palmadinhas amigáveis nas nádegas"                                          |
| 16/01/2008 | "Sudoeste, enforca-me este"                                          | "Cuidado com aqueles moços que não têm bicicleta, mas andam sempre de calções de ciclista"                                           |
| 17/01/2008 | "Nordeste, esgana-me este"                                           | "Cuidado com aqueles moços que usam as calças todas metidas dentro da gaveta"                                                        |
| 18/01/2008 | "Nordeste, chuta neste"                                              | "Cuidado com aqueles moços que pensam que quebra nozes ... é um bailado"                                                             |
| 21/01/2008 | "Noroeste, esmifra-me este"                                          | "Cuidado com aqueles moços culturistas que vos pedem para lhes besuntarem os olhos"                                                  |
| 22/01/2008 | "Sudoeste, arranha-me este"                                          | "Cuidado com aqueles moços que metem conversa no supermercado a propósito das uvas"                                                  |
| 23/01/2008 | "Sudoeste, puxa-me este"                                             | "Cuidado com aqueles moços que têm amigos especiais"                                                                                 |
| 24/01/2008 | "De norte para sul de maneira que hoje não há trocadilhos estúpidos" | "Cuidado com aqueles moços que andam de saltos altos em casa quando a mulher não está"                                               |
| 28/01/2008 | "Noroeste, destapa-me este"                                          | "Cuidado com aqueles moços que usam calças tão apertadas que ficam com dores nos ovários"                                            |
| 29/01/2008 | "Noroeste, besunta-me neste"                                         | "Cuidado com aqueles moços que têm cães que dão para levar no bolso"                                                                 |
| 30/01/2008 | "Sudoeste, oleia-me este"                                            | "Cuidado com aqueles moços que efectivamente usam o bidé"                                                                            |
| 31/01/2008 | "Noroeste, descasca-me este"                                         | "Cuidado com aqueles moços que vão para as discotecas dançar com o rabo espetado"                                                    |
| 01/02/2008 | "Sudoeste, esconde-me ai este"                                       | "Cuidado com aqueles moços que vos convidam para ver filmes da Meryl Streep"                                                         |
| 05/02/2008 | "Sudoeste, moça de leste"                                            | "Cuidado com aqueles moços que ao lanche comem maçãs em vez de toucinho"                                                             |
| 06/02/2008 | "Nordeste, a tua irmã é uma peste"                                   | "Cuidado com aqueles moços que ao pequeno almoço não bebem vinho"                                                                    |
| 07/02/2008 | "Sudoeste, alarga-me este"                                           | "Cuidado com aqueles moços que gastam mais em creme do que em chumbos para a espingarda"                                             |
| 08/02/2008 | "Nordeste, pintura rupestre"                                         | "Cuidado com aqueles moços que andam de calças da tropa e perguntam se temos irmãs"                                                  |
| 11/02/2008 | "Sudoeste, cheira-me este"                                           | "Cuidado com aqueles moços que têm gatos e estão sempre a falar da mãe"                                                              |
| 12/02/2008 | "Sudoeste, controla-me este"                                         | "Cuidado com aqueles moços que nos ginásios, querem fazer flexões em cima de vós"                                                    |
| 13/02/2008 | "Noroeste, aguenta-te com este"                                      | "Cuidado com aqueles moços que quando vão acampar, fingem que se esqueceram das tendas"                                              |
| 14/02/2008 | "Sudoeste, desencrava-me este"                                       | "Cuidado com aqueles moços que acham que se é dia dos namorados, têm de arranjar um"                                                 |
| 15/02/2008 | "Sudoeste, trinca neste"                                             | "Cuidado com aqueles moços que quando ouvem aquela musica : \| Eh! Meu amigo Charlie, Charlie brown \| querem logo fazer comboinhos" |
| 28/03/2008 | "Noroeste, frita-me este"                                            | "Cuidado com aqueles moços que gastam mais em creme, do que gastam em chumbinhos"                                                    |
| 04/04/2008 | "Sudoeste, amarfanha-me este"                                        | "Cuidado com aqueles moços que andam sempre com comichões nas nalgas"                                                                |
|            |                                                                      | |

## Personagens Populares
Além dos pivôs e do repórter Sabino Rui, há várias personagens recorrentes ao longo da série:
- Aniceto Rui - Presidente da Junta de Freguesia de Curral de Moinas. Quim e Zé cospem para o chão sempre que o nome dele é referido.
- Padre Venâncio - Padre da aldeia.
- Sargento Mealha - Oficial da GNR, caracterizado por ser pouco competente no exercício das suas funções.
- Célia Careca - Raramente é mostrada em pessoa, embora seja frequentemente referida.
- Candeeiro Santos - Cantor de música lenta.[3][4][5]